# جيم هنتر
جيم هنتر هو متزحلق جبال الألب كندي، ولد في 30 مايو 1953 في Shaunavon, Saskatchewan ‏ في كندا.

## وصلات خارجية
- الموقع الرسمي
- جيم هنتر على موقع الاتحاد الدولي للتزلج (التزلج على المنحدرات الثلجية) (الإنجليزية)
- جيم هنتر على موقع أوليمبيديا (الإنجليزية)